# Biblioteca Nacional de Roma
A Biblioteca Nacional Nacional de Roma ( Roma ), em Roma, é uma das duas bibliotecas nacionais centrais da Itália, juntamente com a Biblioteca Nacional Nacional de Florença, em Florença. No total, existem 9 bibliotecas nacionais, das 46 bibliotecas estaduais.
A missão da biblioteca é coletar e preservar todas as publicações na Itália e as obras estrangeiras mais importantes, especialmente as relacionadas à Itália, e disponibilizá-las a qualquer pessoa. Atualmente, a coleção inclui mais de 7.000.000 volumes impressos, 2.000 incunábulos, 25.000 cinquecentinos (livros do século XVI), 8.000 manuscritos, 10.000 desenhos, 20.000 mapas e 1.342.154 brochuras.

## História
A Biblioteca Nazionale Centrale di Roma foi inaugurada em 14 de março de 1876 dentro do Collegio Romano, outrora sede da Bibliotheca Secreta dos jesuítas, que estabeleceu o núcleo inicial da nova biblioteca. Um século depois, a biblioteca mudou-se para o local atual. O edifício atual foi projetado pelos arquitetos Massimo Castellazzi, Tullio Dell'Anese e Annibale Vitellozzi e inaugurado em janeiro de 1975.